# RER nord de Toulouse
Ne doit pas être confondu avec Réseau express régional d'Île-de-France.
Le RER nord est un projet de ligne de train urbain à Toulouse sur la ligne ferroviaire Bordeaux-Saint-Jean à Sète-Ville,. Elle sera exploitée par la SNCF dans le cadre des TER Occitanie.
La ligne verrait le jour grâce à l'augmentation du nombre de voies à la suite de la construction de la LGV de Bordeaux à Toulouse,. Le projet prévoit également le déplacement de la gare de Route-de-Launaguet de quelques centaines de mètres afin de permettre des correspondances avec la station de métro La Vache de la ligne B et de la ligne C, qui devrait ouvrir en même temps. Il est envisagé en premier temps un terminus à La Vache - Route-de Launaguet au lieu de la gare Matabiau. En 2017, il pouvait être considéré comme le seul projet de RER encore d'actualité dans l'agglomération toulousaine. 
Depuis, les positions semblent évoluer, tant du côté de la Région Occitanie que de celui de Tisséo. Par ailleurs, l'association Rallumons l'Étoile, qui milite pour un RER sur les 6 branches de l'étoile ferroviaire toulousaine, affiche plus de 40 communes adhérentes représentant 181 000 habitants, ainsi que plusieurs collectivités (dont Toulouse Métropole), entreprises et associations. Le projet du collectif, avec l'aval des principaux décideurs locaux à l'exception de la mairie de Toulouse, est l'élaboration d'un réseau ferroviaire urbain échelonné en 3 phases : d'ici 2025, l'augmentation du cadencement sur chaque branche, l'expérimentation de la diamétralisation entre Montauban et Baziège/Villefranche-de-Lauragais/Castelnaudary sans rupture de charge à Matabiau, l'achat de nouveaux matériels et la réorganisation des réseaux Tisséo, liO et des TER. D'ici 2029, la création d'un véritable RER cadencé à la demi-heure sur toutes les branches avec une ligne diamétrale et un point de correspondance à Matabiau toutes les demi-heures, et l'unification de la tarification sur tout le périmètre du RER. Et après 2030, le cadencement au quart-d'heure de 5h à minuit, l'ouverture de nouvelles gares, l'évolution des infrastructures (saut-de-mouton, ajout de voies...) et la diamétralisation de plusieurs lignes. 
Il est aussi envisagé d'ouvrir une station à Lespinasse, réclamée de longue date par la ville et ses habitants, malgré le refus de la SNCF,.

## Parcours

### Tracé
La ligne sera longue de 21 km et ira de Toulouse (gare Matabiau) jusqu'à la gare de Castelnau-d'Estrétefonds.

### Stations et correspondances
|  |   |  | Station                       | Coordonnées                 | Commune                  | Correspondances Tisséo         | Réseau LiO / TER |  |
|  | - |  | ----------------------------- | --------------------------- | ------------------------ | ------------------------------ | --- |  |
|  | ■ |  | Toulouse-Matabiau             | 43° 36′ 41″ N, 1° 27′ 15″ E | Toulouse                 | L8 14152327 AéroportCimetières | 318319343351352354355356357358359361 0 362363364365369372373377380383386388 TER Occitanie : 915, 920, 924, 925, 940, 941, 942, 945, 946, 947, 948 1, 2, 3, 4, 8, 14, 15, 16, 17, 20, 21, 22, 23, 24, 25, 39, 40 Trains grandes lignes |  |
|  | • |  | Route-de-Launaguet (La Vache) | 43° 38′ 06″ N, 1° 26′ 24″ E | Toulouse                 | L10 5969                       | |  |
|  | • |  | Lalande - Église              | 43° 38′ 45″ N, 1° 25′ 43″ E | Toulouse                 |                                | |  |
|  | • |  | Lacourtensourt                | 43° 39′ 50″ N, 1° 24′ 50″ E | Toulouse                 | 59                             | 372377 |  |
|  | • |  | Fenouillet – Saint-Alban      | 43° 41′ 03″ N, 1° 24′ 07″ E | Fenouillet               |                                | 372377 |  |
|  | • |  | Saint-Jory                    | 43° 44′ 18″ N, 1° 22′ 17″ E | Saint-Jory               | 59                             | 372377 |  |
|  | ■ |  | Castelnau-d'Estrétefonds      | 43° 47′ 10″ N, 1° 20′ 30″ E | Castelnau-d'Estrétefonds |                                | 302326377388 |  |

Les terminus et les principaux pôles d'échanges sont indiqués en gras

## Offre de services

### Fréquence et amplitude
L'aménagement de la ligne permettra d'augmenter la fréquence des trains, jusqu'au quart d'heure en heures de pointe, fréquence comparable aux Transilien les plus fréquents.

### Tarification
Il n'est pas encore connu si la ligne sera accessible avec un simple titre de transport urbain Tisséo comme dans le cas de la ligne Arènes - Colomiers, ou si elle utilisera la tarification TER normale. À l'heure actuelle, la ligne fait tout de même partie du réseau de transports urbains et est accessible avec un abonnement Pastel+ jusqu'à la gare de Saint-Jory.